# 乔伟 (1932年)
乔伟（1932年1月—1997年9月12日），又名乔木青，男，黑龙江林甸人，中国法学家，曾任山东大学法律系主任，是山东大学法学院的创建者和奠基人之一。

## 生平
1932年，生于黑龙江。
1951年，考入东北人民大学（今吉林大学）法律系学习。1955年，毕业留校任教，因“反胡风运动”、打击“右派”等而受牵连迫害。1978年，重新回到吉林大学法律系，正常从事研究事业。
1983年，乔伟转入山东大学，并于次年担任系主任，并曾担任山东大学发法学研究所所长、山东大学学术委员会委员等职。
1997年，因病去世。

## 纪念
2012年，于山东大学洪家楼校区法学院附近建立乔伟先生塑像，同时成立乔伟法学教育资金，初始注资300万元。2019年6月15日，山东大学青岛校区树立乔伟先生塑像，并未乔伟法学教育基金再次注资100万元。